# アラカシ
アラカシ（粗樫、学名: Quercus glauca）は、ブナ科コナラ属の常緑広葉樹。ドングリのなる木で、その年の秋に熟す。別名で、クロガシ、ナラバガシ、ホソミノアラカシ、ヒロハアラカシ、ナガバアラカシともいう。山陰地方で「カシ」というと、一般に本種アラカシを指す。

## 形態
常緑広葉樹の高木。高さは10 - 20メートル (m) になる。樹皮は黒っぽい灰色で、成木でも表面に裂け目や割れ目などはなく、ほぼ平滑である。若い木では、樹皮が褐色を帯びることがある。若枝は紫褐色で、皮目がある。
樹形は広葉樹に特徴的な丸みを帯びたものである。大径木では根が若干であるが板根（英:buttress root）のようになる。
葉は互生し、長さ5 - 13センチメートル (cm) 、幅3 - 6 cmの長楕円形から倒卵状長楕円形で先端が尖る。葉柄は長さ1.5 - 2.5 cm。葉身は革質で硬く、葉脈の側脈は8 - 11対あり、葉縁の中央から先端にかけて粗い鋸歯があり、下部は全縁であることが特徴的である。葉の表面はつやのある緑色で、裏面は粉を吹いたように毛が多く、白味を帯びている。芽吹きの頃の新葉は、赤褐色でよく目立つ。冬芽は長卵形で、重なり合った多数の芽鱗に包まれて葉の付け根につき、枝先の頂芽は頂生側芽を伴って複数つく。
開花期は4 - 5月で、雌雄同株。雄花序は長さ5 - 10 cmで垂れ下がり、雌花序は上部の葉腋につく。果期は10 - 11月。果実は長さ15 - 20ミリメートル (mm) の楕円形をした堅果（いわゆるドングリ）で、その年の秋に熟す。殻斗（ドングリの基部についているもの。
いわゆる「皿」、「椀」「帽子」などと呼ばれる部分）には環状の模様が出る。 コナラ属でも日本産ナラ類はこの部分が鱗状の模様となっており見分けられる。
発芽は地下性（英:hypogeal germination）で子葉は地中に残したまま本葉が地上に出てくる。このタイプの子葉は栄養分の貯蔵と吸出しに特化し、最初に根を伸長させ、次に本葉を展開させ自身は地中で枯死する。
ブナ科の堅果の内部には子葉の他に未発達の胚珠の干からびたものが5つ入っている。この5つがどこの位置にあるのかはブナ科内での分類にも使用されている。

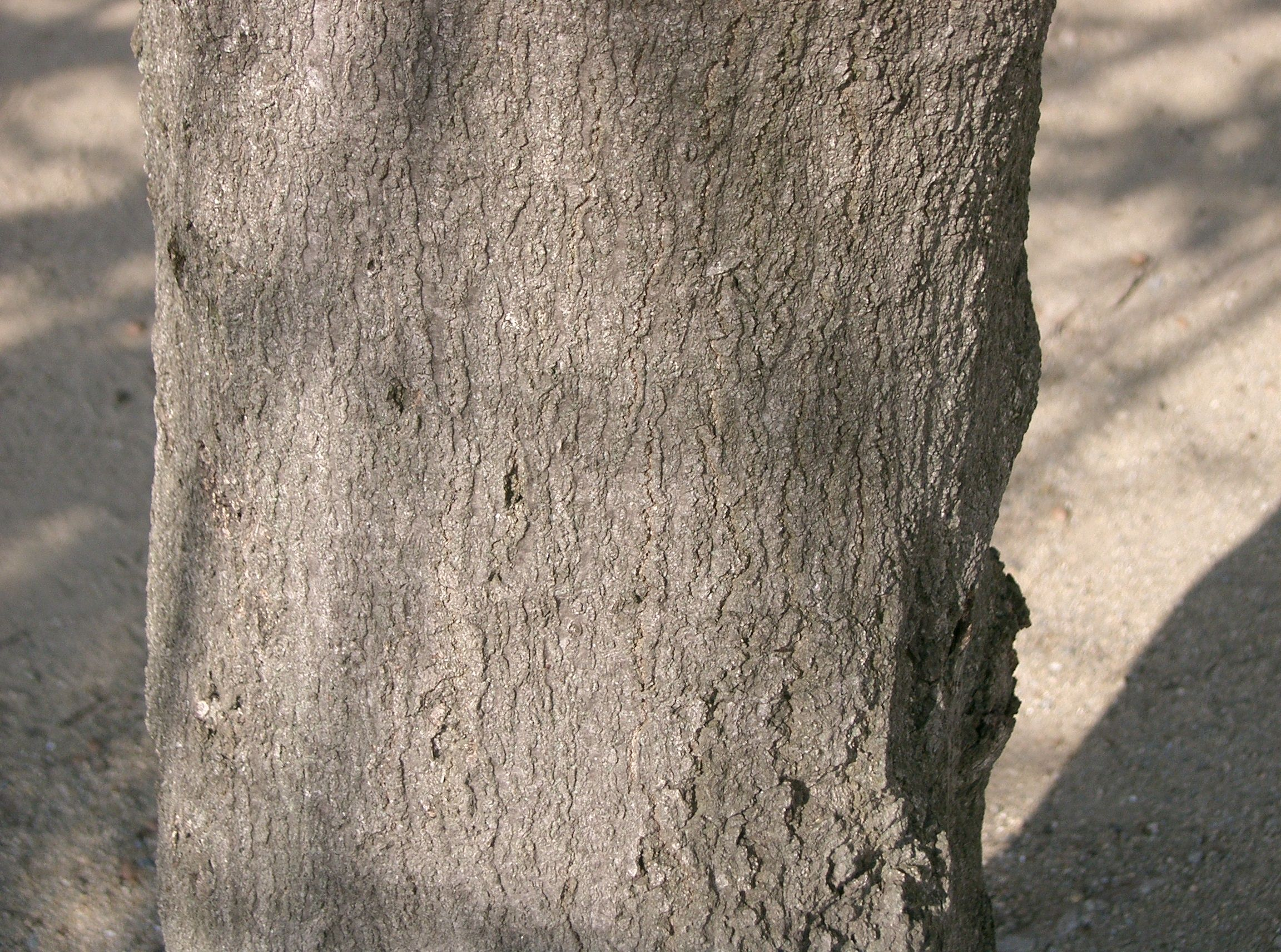
樹皮。ナラ類に比べると平滑。灰褐色
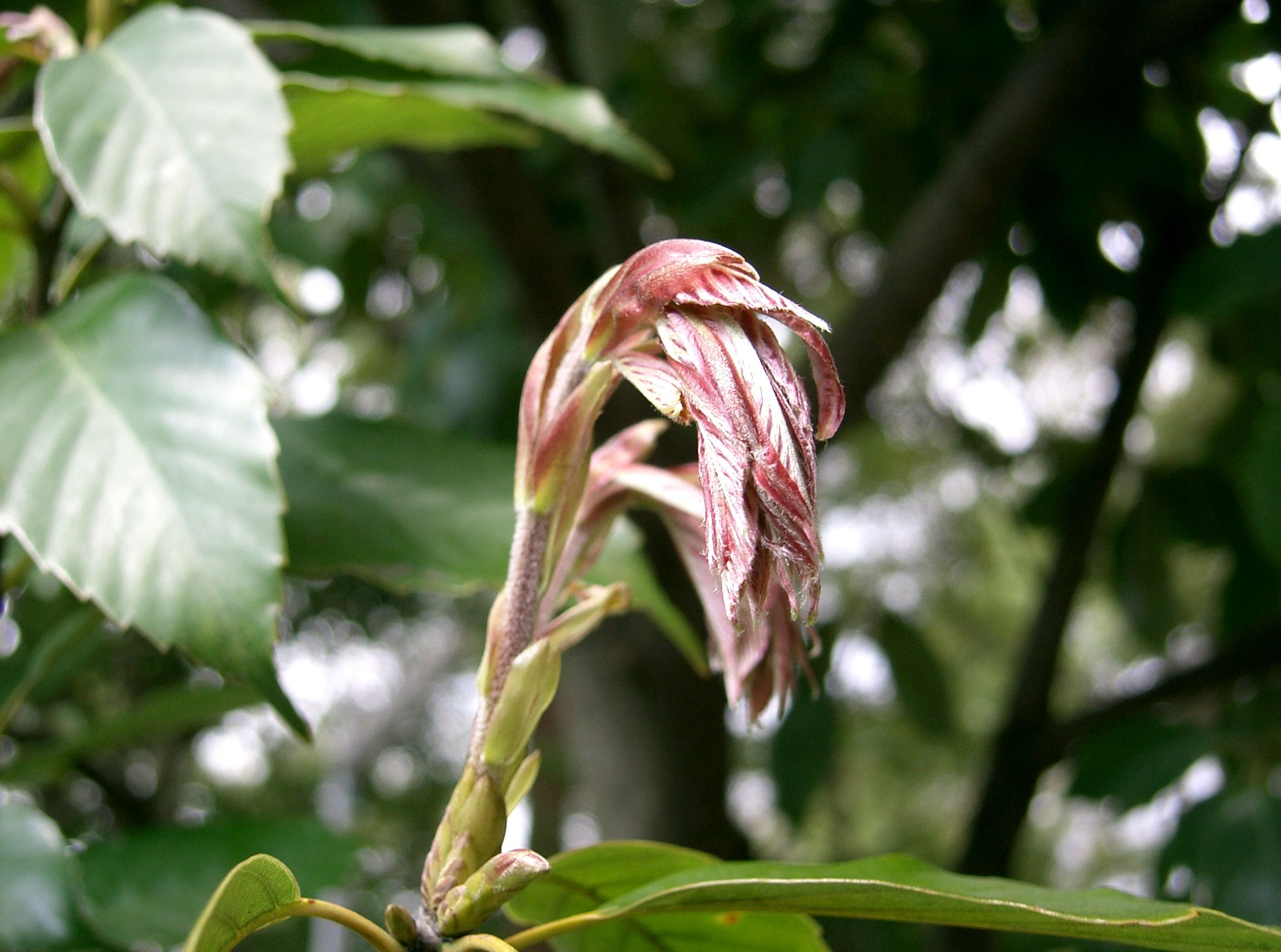
新芽は赤い
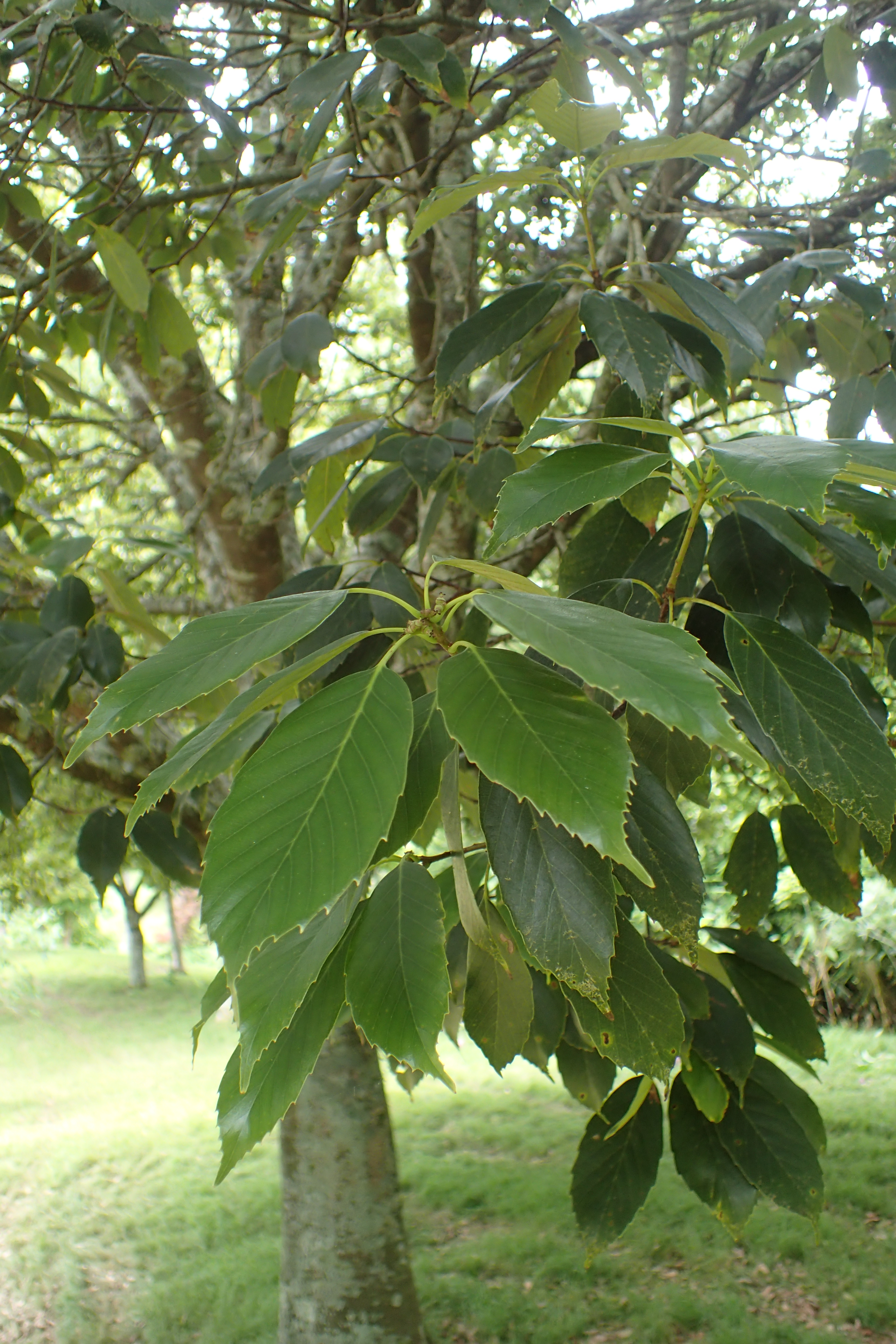
葉は光沢があり鋸歯も目立つ
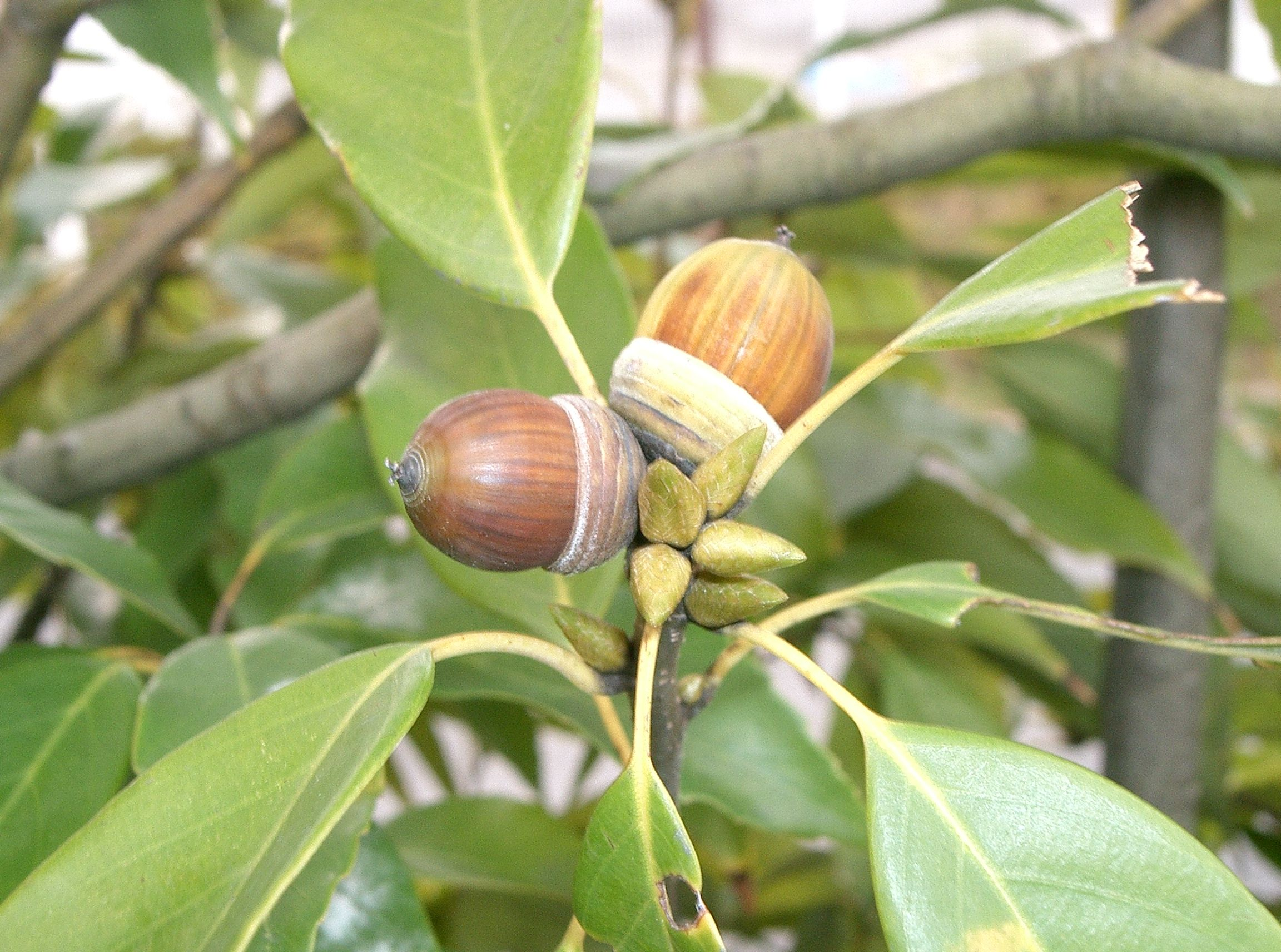
アラカシのドングリ。環状の模様が目立つ
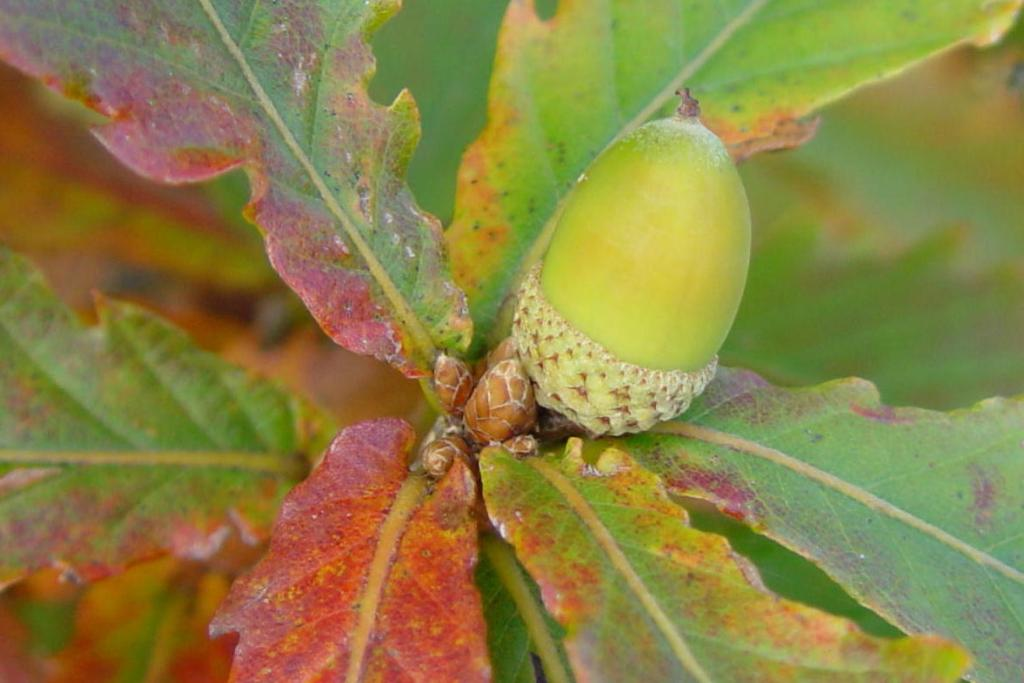
参考：ミズナラのドングリ。殻斗は鱗状になっている

## 生態
他のブナ科樹木と同じく、菌類と樹木の根が共生して菌根を形成している。樹木にとっては菌根を形成することによって菌類が作り出す有機酸や抗生物質による栄養分の吸収促進や病原微生物の駆除等の利点があり、菌類にとっては樹木の光合成で合成された産物の一部を分けてもらうことができるという相利共生の関係があると考えられている。菌類の子実体は人間がキノコとして認識できる大きさに育つものが多く、中には食用にできるものもある。土壌中には菌根から菌糸を通して、同種他個体や他種植物に繋がる広大なネットワークが存在すると考えられている。外生菌根性の樹種にスギやニセアカシアが混生すると菌根に負の影響を与えるという報告がある。土壌の腐植が増えると根は長くなるが細根が減少するという。
花は地味なものであり、花粉は風媒（英: anemophily）される。風媒花はシダ植物の胞子散布の様で原始的な花だと思われることもあるが、ブナ科やイネ科は進化の末にこの形質を獲得したとみられている。
種子は重力散布型であるが、動物の影響も大きい。カシのドングリは渋くて食べにくく、実際に有毒である。ツキノワグマやイノシシは唾液中にタンニンを中和する成分を持ち、しかもタンニンが多い種類のドングリを食べる時期だけ中和成分を増加させることが報告されている。一般にブナ科樹木の発芽にはネズミが地中にドングリを埋めるという貯食行動によるものが大きいと見られている。ネズミがドングリをその場で食べるか、貯食するかは周囲の環境の差も大きい。ネズミもタンニンに耐性を持つが、常に耐性を持っているのではなく時期になると徐々に体を馴化させて対応しており、馴化していない状態で食べさせると死亡率が高いという。イノシシが家畜化されたブタは例外として、その他のウシやウマなどではドングリ中毒（英:acorn poisoning）というのも知られている。
新規侵入地へのカシの定着にはネズミが運ぶには長距離の分布地域もあり、カケス（Garrulus glandarius、カラス科）の貯食行動が関与しているのが疑われる地域もある。
菌根の種類、花粉の媒介、種子の散布様式という3つの事象は独立して進化してきたように見えるが、連携して進化してきたのではないかという説が近年提唱されている。外生菌根、風媒花、重力散布（および風散布）はいずれも同種が密集する状況ほど有利になりやすい形質であると考えられている。
ドングリは昆虫の餌にもなっており、種子の死亡率としては動物以外にこちらも大きい。北海道における観察例ではクリシギゾウムシなどのシギゾウムシ類と、ハマキガ類が殆どである。この年の虫害率は全種子の8割、虫害による死亡率は同7割であった。虫害を受けても完全に死ぬわけでなく一部は生存し発芽もするが、実生はやや小さいという。野外ではたいていのドングリは虫害を受けているため、これに対するネズミの反応も調べられている。ヒメネズミでの実験では完食する場合は健全堅果の方を好むが、虫害果も食べないわけではない。巣へ運ぶ個数などは雌雄差が見られた。
ドングリは秋に地上に落ちるとすぐに根を伸ばし、春先には本葉を展開させる。形態節のように地下性の発芽様式をとり、子葉は地中のドングリ内に残る。ネズミは地下に残る子葉目当てに、掘り起こして捕食することがあり、初夏までの死因はこれが多いという。時期、および過度な掘り起しが起きなければ子葉の捕食自体は致命的でない場合もあると見られ、大きい種子を付けることで実生から遠ざけ子葉に誘引する生存戦略なのではという説もある。前述のように虫害でも種子内部が完全には捕食されずに生き残る例が知られている。
種子は落下後すぐに根を伸ばす性質から埋土種子や土壌シードバンクは形成しないと見られている。戦略としては耐陰性の高い実生を地上に大量に用意し、ギャップの形成を待つ陰樹に多いタイプである。耐乾性はあり尾根筋にも定着できるが、条件の良い谷筋で優勢な群落を作ることが多い。これは重力散布になるドングリの影響もある。実生の耐陰性はツブラジイ（コジイ）より高く、イチイガシより若干低いと見られ、暗い林床では樹高成長よりも横に枝を伸ばし光を求める樹形になるという。これはモミ属針葉樹などでも知られる。アラカシは気候的な極相種ではなく、後述のように土地的な条件で極相になると見られる。
他の植物が嫌う石灰岩質の土壌にも適応する。菌根菌を摂取してやると定着しやすいという。変種アマミアラカシも石灰岩地に見られ、サンゴ礁が隆起してできた琉球石灰岩やこれを母材とする島尻マージが多い南西諸島の土壌に適応している。花崗岩の土壌（真砂土）にも適応する。
クスノキとアラカシでは乾燥時の戦略が違うという。
実生更新の他に萌芽更新もよく行う。コナラが高齢になると萌芽能力が著しく低下するのに対し、アラカシはあまり変わらないという。
常緑ブナ科の葉はムラサキシジミ族（Tribe Arhopalini）のシジミチョウの食草である。日本産のこの仲間であるムラサキシジミ（Narathura japonica）、ルーミスシジミ（Panchala ganesa）、ムラサキツバメ（ Narathura bazalus）がいるが、いずれも食草が異なる。アラカシに付くのはムラサキシジミであり、この種は植生が広く他のカシ類も食べる。また、幼虫は体から蜜を分泌しアリと共生するというシジミチョウによく見られる生態をもつ。ムラサキシジミは近年分布を拡大しているが、天敵である寄生蜂よりも早く拡大しており、先端地域では全く寄生されない現象がみられるという。

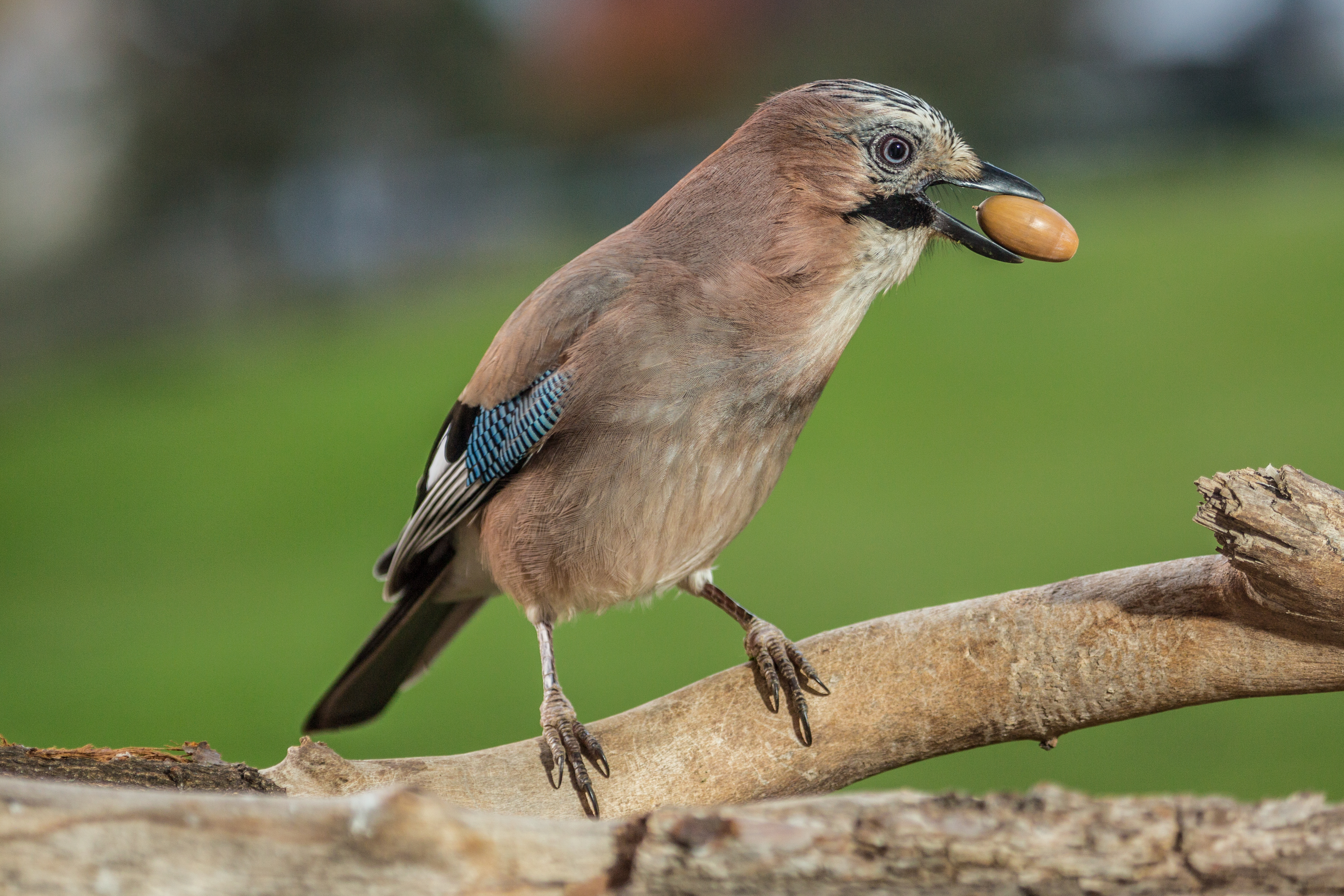
カケスはドングリを好んで食べる
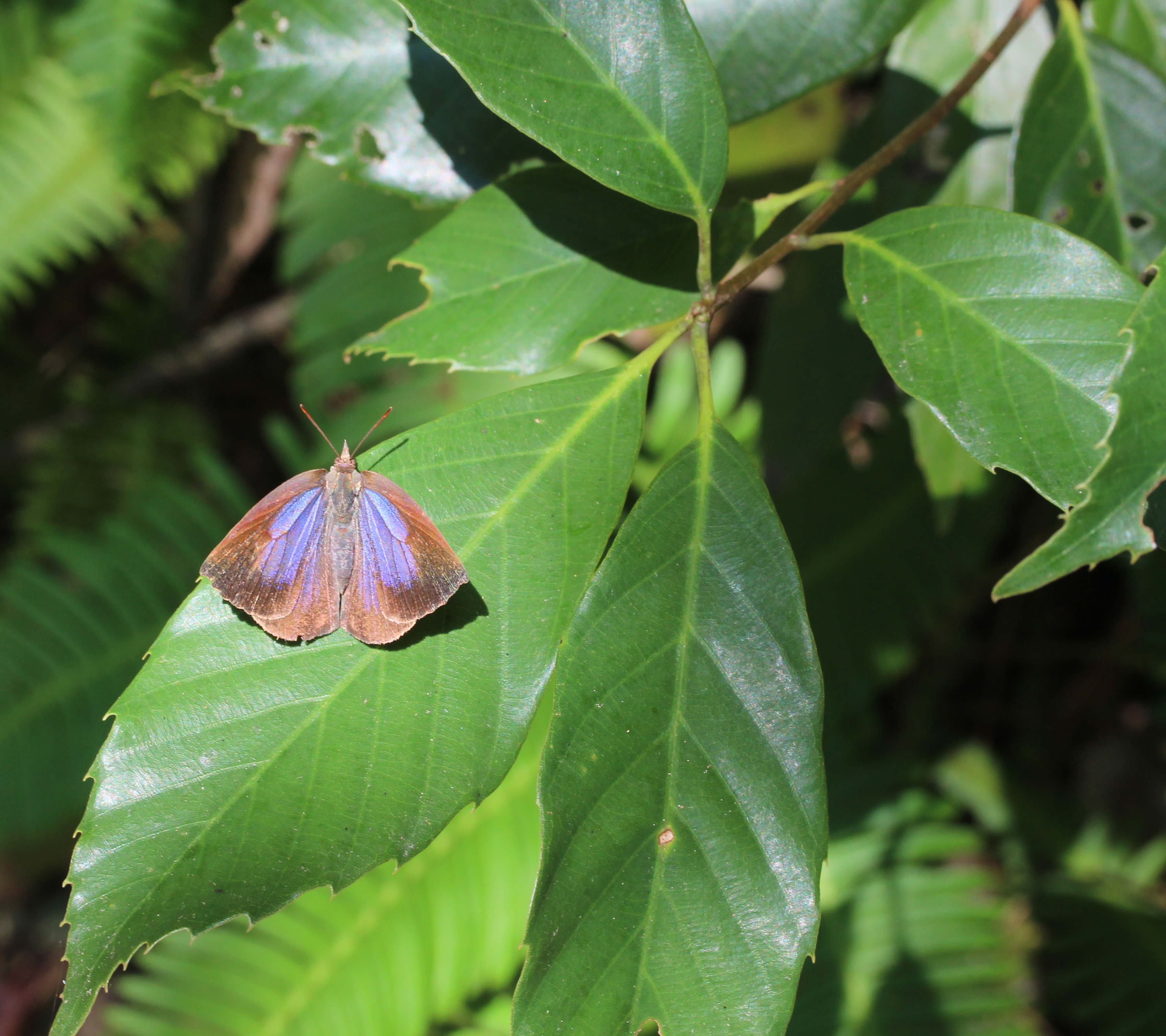
アラカシの葉に止まるムラサキシジミ

### ナラ枯れ
ナラ枯れ（ブナ科樹木萎凋病、英：Japanese oak wilt）は、本種をはじめ全国的にブナ科樹木の枯損被害をもたらしている病気である。原因は菌類（きのこ、カビ）による感染症であることが、1998年に日本人研究者らによって発表され、カシノナガキクイムシという昆虫によって媒介されていることが判明した。ミズナラやコナラはこの病気に対して特に感受性が強く、枯損被害が全国的に発生しており大きな問題になっている。
マツ材線虫病およびナラ枯れの蔓延により、関東地方以西ではアカマツ・コナラ林からシイ・カシ林へと植生遷移が急速に進んでいる地域がある。これには増加するニホンジカの捕食圧の影響も言われており、シカが嫌う植物と母数の多い植物が優勢になっていくのではないかと推測されている。

## 分布
中国、台湾、朝鮮の済州島、アジア東南部、日本に分布し、日本においては、本州の宮城県以南・石川県以西、四国、九州、沖縄に分布する。

## 人間との関係

### 木材
カシの名前は「堅し木」に由来するという説があるほど、本種も硬く重い木材である。気乾比重は平均0.9程度だが、成長の良い良材ほど硬く重くなる。道管の配置による分類は放射孔材と呼ばれるもので、年輪は目立たない。また、辺材と心材の区別は不明瞭である。柾目にはトラのような模様（いわゆる杢）が現れ、これが美しいと評価されることが多い。杢は「虎斑」、「虎斑杢」、また見る角度によっては光の反射具合が異なり銀色に見えることから「銀杢」とも呼ばれる。また、板目面にはカシメ（樫目）と呼ばれるゴマ上の模様が見られる。これは放射組織が目立つためである。乾燥は難しく反りやすい 。
アラカシは萌芽能力が高く、定期的に何度も収穫可能であることから、燃料用としては非常に優れている。また、人里近くに生えること、硬く重い木材で火持ちが良いということも、薪や木炭として非常に優秀である。焼き方によって黒炭、白炭のどちらにも加工できる。宮崎県北部にはウバメガシではなく、アラカシを用いた白炭（備長炭）がある。2021年3月付で「美郷町備長炭製炭技術保存会の備長炭製炭」として宮崎県指定の無形民俗文化財となっている。
材質はシラカシやアカガシに劣るとされるが、建築材、農具や工具の柄、餅つきの杵などの他、日本酒の撥ね木搾りの主材に利用される。

### 食用
カシ類のドングリの中ではイチイガシが比較的渋みが少なく上質とされたが、アラカシも救荒植物として使われたという。

#### 照葉樹林文化論
西日本を含む温帯熱帯のアジア地域には似たような食文化・生活習慣が見られるとし、これを照葉樹が生えるような場所の文化ということで「照葉樹林文化論」というものがある。これは賛否両論で、有名な対抗説としてブナが生えるような寒冷の地域で発達した「ブナ帯文化論」がある。両説は元の意味を外れ、縄文時代の文化をけん引したのは西日本なのか東日本なのかという文脈でしばしば用いられる。ブナ帯文化論は青森県の三内丸山遺跡のような縄文時代の巨大遺跡を根拠としていたが、1990年代以降九州でも縄文時代の大きな遺跡が見つかっている。また、土層中の花粉分析からは縄文時代の西日本では照葉樹（常緑広葉樹）ではなく、落葉広葉樹が優勢の時代が比較的長く続いていたといい、西日本の文化が東に伝わっていった可能性も指摘されている。

### 教材として
アラカシは旺盛に水を吸い上げることから葉を一枚とり、葉柄を着色溶液に浸して吸い上げさせ、着色具合を観察させるのに向くという。

### 庭木
剪定にもよく耐えることから、庭木や生け垣にも用いられる。ただし、根が深く移植を嫌うので、前もって十分な根回しを要する。大きくなり長寿命な点が評価され、寺社にもよく植えられており、後述の天然記念物のようにそのような場所は巨木が見られる。

### 種の保全状況評価
分布の北限に当たる宮城県で「要注目種」、福島県で「準絶滅危惧種」の指定を受けている。変種アマミアラカシは鹿児島県において、「分布特性上重要な種」として指定されている。

## 分類学上の位置づけ
コナラ属内の分類は従来形態的特徴に基づき、殻斗の模様が鱗状のものをコナラ亜属（Subgen. Quercus）、環状のものをアカガシ亜属（Subgen. Cyclobalanopsis）と分けられてきたが、遺伝子的な系統に基づく他の分類が幾つか提唱されている。総説にDenk et al.（2017）がある。

### 種内変異
- 変種

アマミアラカシ Quercus glauca var.amamianaシノニムCyclobalanopsis amamiana
ホソバアラカシ Quercus glauca var. linearifolia
- 品種

ヒリュウガシ Quercus glauca f. lacera
- 園芸品種

ヨコメガシ Quercus glauca ' Fastigiata'
- 交雑種

チンゼイガシ Quercus x kiusiana  ハナガガシとの種間雑種
イズアカガシ（ヒメアカガシ） Quercus x yokohamensis シノニム Quercus x idzuensis アカガシとの種間雑種

## 天然記念物
都道府県指定
- 茨城県 : 高宮神社のカシ - 茨城県常陸太田市大菅892 高宮神社境内
- 群馬県 : 雙林寺の千本樫 - 群馬県渋川市中郷 雙林寺境内
- 岐阜県 : 熊野神社のアラカシ - 岐阜県揖斐郡揖斐川町春日美束種本1216 熊野神社境内
- 兵庫県 : 栲幡原神社のカシ林 - 兵庫県養父市大屋町和田 栲幡原神社境内
- 広島県 : 鶴亀山の社叢のアラカシ林 - 広島県東広島市河内町入野恵能田 布多都宮神社境内
- 広島県 : 馬木八幡神社の社叢 - 広島県広島市東区馬木五丁目1370ほか 馬木八幡神社境内

- 山口県 : 秋穂二島のアラカシ - 山口県山口市秋穂二島1376番地 栄泰寺境内
- 香川県 : 根上りカシ - 香川県高松市栗林町1丁目20-16 栗林公園
- 大分県 : 朝見神社のアラカシ林とクスノキ - 大分県別府市朝見2丁目 朝見神社境内

市町村指定
- 仙台市 : 賀茂神社のアラカシ2本 - 宮城県仙台市泉区古内字糺1 賀茂神社境内
- 坂東市 : 国王神社のアラカシ - 茨城県坂東市岩井951
- 常陸太田市 : 高宮神社のアラカシ - 茨城県常陸太田市西河内上町877　高宮神社境内
- 宇都宮市 : 多気山のアラカシ・ウラジロガシ林 - 栃木県宇都宮市
- 桐生市 : 鏑木のアラカシ - 群馬県桐生市新里町新川字鏑木2291-2
- 長瀞町 : 法善寺のアラカシ - 埼玉県秩父郡長瀞町井戸476
- 早川町 : 初鹿島の大アラカシ - 山梨県南巨摩郡早川町
- 豊田市 : 三箇のあらかし - 愛知県豊田市三箇町内坪
- 設楽町 : 長江のカシ - 愛知県北設楽郡設楽町長江
- 井原市 : 上高末のアラカシ - 岡山県井原市
- 井原市 : 向東のアラカシ - 岡山県井原市
- 和気町 : 藤野のアラカシ - 岡山県和気郡和気町藤野
- 岡山市：吉備津彦神社のアラカシ
- 広島市 : 中の森八幡神社のアラカシ - 広島県広島市安佐南区沼田町吉山2914 中の森八幡神社境内
- 大牟田市 : 一ノ尾のアラカシ - 福岡県大牟田市一ノ尾
- 芦北町 : 田浦阿蘇神社のアラカシ - 熊本県葦北郡芦北町田浦 阿蘇神社境内